# Guolina psenophaga
Guolina psenophaga is een vliesvleugelig insect uit de familie Pteromalidae. De wetenschappelijke naam is voor het eerst geldig gepubliceerd in 1994 door Heydon.